# 이자해
이자해(李慈海, 1894년 ~ 1967년)은 내몽골 지역 항일독립운동가이자 의사다.

## 생애
1919년 3월 평북 중강에서 만세운동 시위를 주도한 후 중국 펑티앤성(奉天省.지금의 랴오닝성) 류허현(柳河縣)으로 망명, 대한독립단에 참가해 유격대를 교육시켜 국내 진공작전을 전개했다.
1926년에는 난징(南京)에서 국민당 정부의 북벌군에 참여한 이후 산시성, 내몽골 일대에서 국민당군에 소속돼 군의관으로 일본군 및 친일 내몽골군과의 전투에 참가했으며 1944년 8월 이후에는 광복군 모병활동을 했다. 2007년 8월 15일 건국훈장 독립장이 수여됐다.

## 관련 문화재
- 이자해자전 초고본 - 대한민국 등록문화재 제756호